# Ramey Idriss
Ramey Idriss, auch bekannt als Ramez Idriss, (* 11. September 1911 in New York City, New York; † 5. Februar 1971 in Los Angeles, Kalifornien) war ein US-amerikanischer Songwriter, Komponist und Musiker.

## Karriere
Idriss begann als Musiker zu arbeiten und erlangte große Bekanntheit durch seine Beteiligung an The Woody Woodpecker Song für den Film Wet Blanket Policy mit George Tibbles, bei der Oscarverleihung 1949 für einen Oscar in der Kategorie „bester Song“ nominiert. Die Auszeichnung wurde aber Ray Evans und Jay Livingston für ihren Song (Buttons and Bows) überreicht. The Woody Woodpecker Song wurde dann als Titelsong für die Woody-Woodpecker-Reihe verwendet und bereits mehrfach gecovert.
Im Anschluss wirkte er als Komponist bei mehreren Filmen wie Galgenfrist, Sheriff Brown räumt auf und Jede Kugel trifft von Albert C. Gannaway mit. Für vier Episoden bei der Fernsehserie Meine drei Söhne war er im Jahr 1961 ebenfalls als Komponist tätig.
Des Weiteren wurden einige seiner Songs, überwiegend der Woodpecker-Song, als Soundtrack für Filme verwendet, unter anderem Lolita, Der Appartement Schreck oder Family Man aber auch bei dem Videospiel Fallout 4.

## Filmografie (Auswahl)
- 1948: Wet Blanket Policy
- 1956: Galgenfrist (Hidden Guns)
- 1957: Sheriff Brown räumt auf (The Badge of Marshal Brennan)
- 1958: Jede Kugel trifft (Man or Gun)
- 1961: Buffalo Gun
- 1961: Meine drei Söhne (My Three Sons, Fernsehserie, 4 Episoden)
- 1962: Octavius and Me (Fernsehfilm)